# کریم گوگردچی
کریم گوگردچی (زاده ۱۳۲۶ در تبریز) موسیقیدان و آهنگساز اهل ایران است.

## زندگی‌نامه
کریم گوگردچی متولد سال ۱۳۲۶ در تبریز است. وی دارای لیسانس آهنگسازی از هنرستان عالی موسیقی و فوق لیسانس موسیقی از کالج انگلستان است. فعالیت‌های وی در زمینهٔ آموزشی، تدریس موسیقی و ساخت آثاری سمفونیک، پوئم سمفونی و موسیقی مجلسی است.

## فعالیت هنری
- مدرس و عضو هیئت علمی دانشگاه هنر.[۱]
- ساخت موسیقی فیلم.
- برنده جایزه سیمرغ بلورین بهترین موسیقی متن برای فیلم «مهاجر» از هشتمین دوره جشنواره فیلم فجر.
- تألیف و ترجمه کتاب در زمینه موسیقی.[۱]

## آثار

### فیلم سینمایی
- «در جستجوی قهرمان» به کارگردانی حمیدرضا آشتیانی پور (۱۳۶۷)
- «مهاجر» به کارگردانی ابراهیم حاتمی کیا (۱۳۶۸)
- «در مسلخ عشق» به کارگردانی کمال تبریزی (۱۳۶۹)

### کتاب
- «فرم موسیقی» نوشته «ویلیام کول» ترجمه: کریم گوگردچی، انتشارات نشر دانشگاهی (۱۳۶۹)[۲]